# Louey
Louey est une commune française située dans le centre du département des Hautes-Pyrénées, en région Occitanie. Sur le plan historique et culturel, la commune est dans l’ancien comté de Bigorre, comté historique des Pyrénées françaises et de Gascogne.
Exposée à un climat océanique altéré, elle est drainée par l'Échez, la Geune, l'Aubish et par deux autres cours d'eau. La commune possède un patrimoine naturel remarquable composé de deux zones naturelles d'intérêt écologique, faunistique et floristique.
Louey est une commune rurale qui compte 1 106 habitants en 2022, après avoir connu une forte hausse de la population depuis 1975. Elle est dans l'agglomération de Juillan et fait partie de l'aire d'attraction de Tarbes. Ses habitants sont appelés les Loueyais ou  Loueyaises.

## Géographie

### Localisation
La commune de Louey se trouve dans le département des Hautes-Pyrénées, en région Occitanie.
Elle se situe à 7 km à vol d'oiseau de Tarbes, préfecture du département, et à 4 km d'Ossun, bureau centralisateur du canton d'Ossun dont dépend la commune depuis 2015 pour les élections départementales.
La commune fait en outre partie du bassin de vie de Tarbes.
Les communes les plus proches sont : 
Lanne (1,3 km), Hibarette (1,7 km), Bénac (2,5 km), Juillan (2,9 km), Barry (3,3 km), Odos (3,8 km), Ossun (3,9 km), Layrisse (4,3 km).
Sur le plan historique et culturel, Louey fait partie de l’ancien comté de Bigorre, comté historique des Pyrénées françaises et de Gascogne créé au IXe siècle puis rattaché au domaine royal en 1302, inclus ensuite au comté de Foix en 1425 puis une nouvelle fois rattaché au royaume de France en 1607. La commune est dans le pays de Tarbes et de la Haute Bigorre.
Louey  est limitrophe de huit autres communes dont Azereix au nord-ouest par un simple quadripoint, sur l'aéroport de Tarbes-Lourdes-Pyrénées.

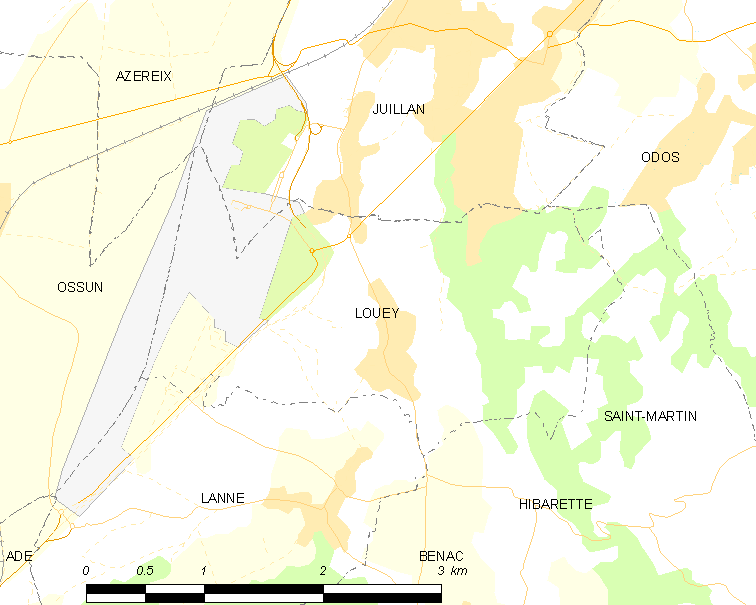
Carte de la commune de Louey et des proches communes.

| Azereix (par un quadripoint) | Juillan | Odos         |
| Ossun                        | Louey   | Saint-Martin |
| Lanne                        | Bénac   | Hibarette    |

### Hydrographie

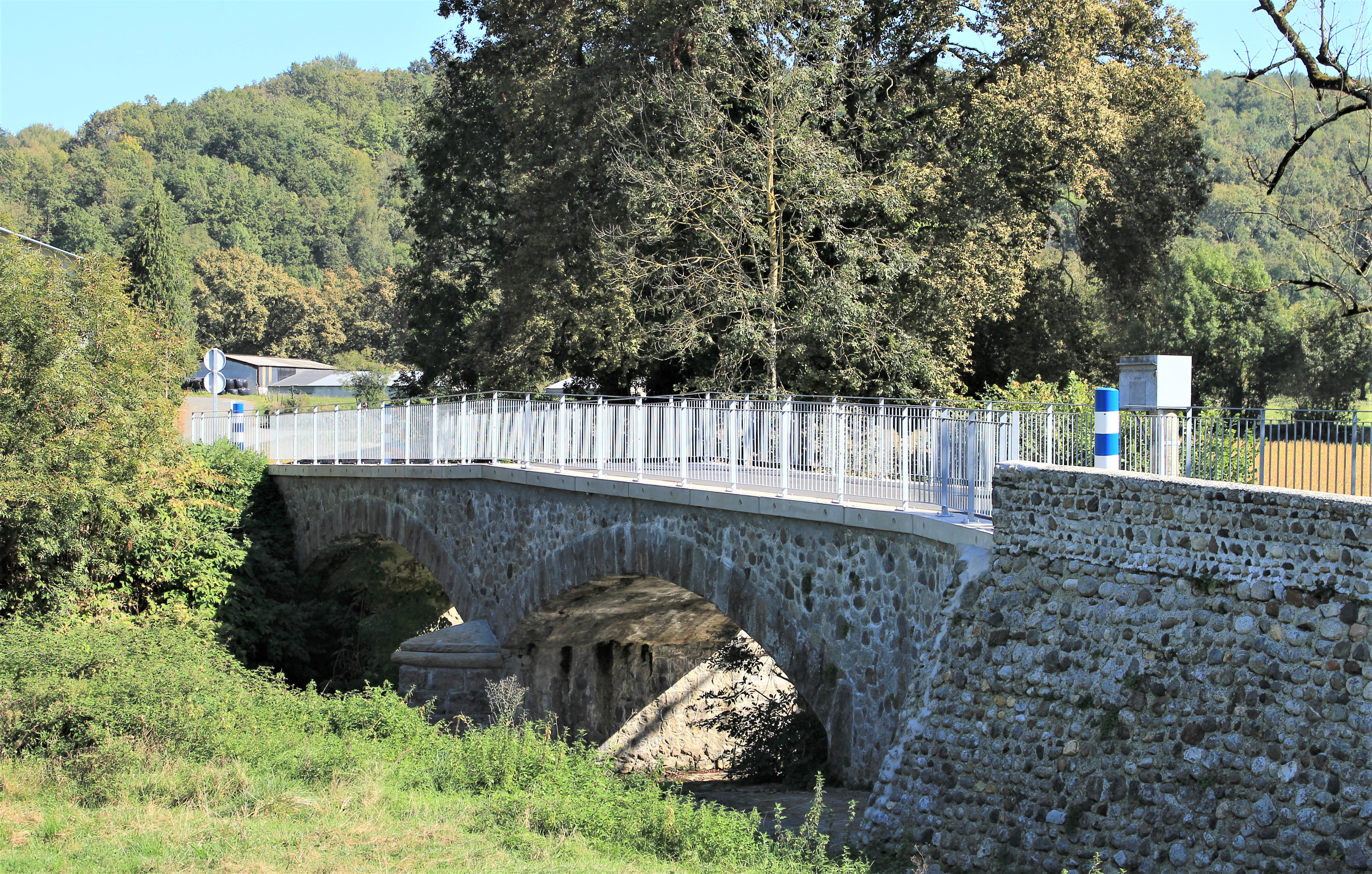
Le pont sur l'Échez.

La commune est dans le bassin de l'Adour, au sein du bassin hydrographique Adour-Garonne. Elle est drainée par l'Échez, la Geune, L'Aubish, un bras de la Geune et par un petit cours d'eau, constituant un réseau hydrographique de 7 km de longueur totale,.
L'Échez, d'une longueur totale de 64,1 km, prend sa source dans la commune de Germs-sur-l'Oussouet et s'écoule vers le nord. Il traverse la commune et se jette dans l'Adour à Maubourguet, après avoir traversé 26 communes.
La Geune, d'une longueur totale de 10,6 km, prend sa source dans la commune d'Adé et s'écoule vers le nord-est. Il traverse la commune et se jette dans l'Échez à Juillan, après avoir traversé 4 communes.

### Climat
Le climat est tempéré de type océanique, en raison de l'influence proche de l'océan Atlantique situé à peu près 150 km plus à l'ouest. La proximité des Pyrénées fait que la commune profite d'un effet de foehn, il peut aussi y neiger en hiver, même si cela reste inhabituel.
Le tableau ci-dessous indique les valeurs normales de l'ensoleillement, des températures et des précipitations, observées par Météo-France à Ossun, où se trouve la station météorologique de référence pour le département.
| Mois                              | jan.  | fév.  | mars  | avril | mai   | juin  | jui.  | août  | sep.  | oct.  | nov.  | déc.  | année   |
| --------------------------------- | ----- | ----- | ----- | ----- | ----- | ----- | ----- | ----- | ----- | ----- | ----- | ----- | ------- |
| Température minimale moyenne (°C) | 0,6   | 1,3   | 2,7   | 5,2   | 8,3   | 11,6  | 14,1  | 13,9  | 11,7  | 8     | 3,6   | 1,3   | 6,9     |
| Température moyenne (°C)          | 5,3   | 6,1   | 7,8   | 10    | 13,3  | 16,7  | 19,3  | 19    | 17,2  | 13,3  | 8,5   | 5,8   | 11,9    |
| Température maximale moyenne (°C) | 9,9   | 11    | 12,9  | 14,8  | 18,3  | 21,7  | 24,5  | 24    | 22,6  | 18,6  | 13,4  | 10,4  | 16,8    |
| Ensoleillement (h)                | 108,8 | 118,8 | 155,6 | 157,2 | 181,3 | 191,5 | 215,5 | 196,4 | 194,5 | 164,4 | 124,4 | 104,4 | 1 912,8 |
| Précipitations (mm)               | 112,8 | 97,5  | 100,2 | 105,7 | 113,6 | 80,7  | 57,3  | 70,3  | 71    | 85,2  | 93    | 112,1 | 1 099,4 |

### Milieux naturels et biodiversité
L’inventaire des zones naturelles d'intérêt écologique, faunistique et floristique (ZNIEFF) a pour objectif de réaliser une couverture des zones les plus intéressantes sur le plan écologique, essentiellement dans la perspective d’améliorer la connaissance du patrimoine naturel national et de fournir aux différents décideurs un outil d’aide à la prise en compte de l’environnement dans l’aménagement du territoire.
Une ZNIEFF de type 1 est recensée dans la commune :
le « réseau hydrographique des Angles et du Bénaquès » (260 ha), couvrant 35 communes du département et une ZNIEFF de type 2, : 
les « coteaux et vallons des Angles et du Bénaquès » (12 879 ha), couvrant 45 communes du département.

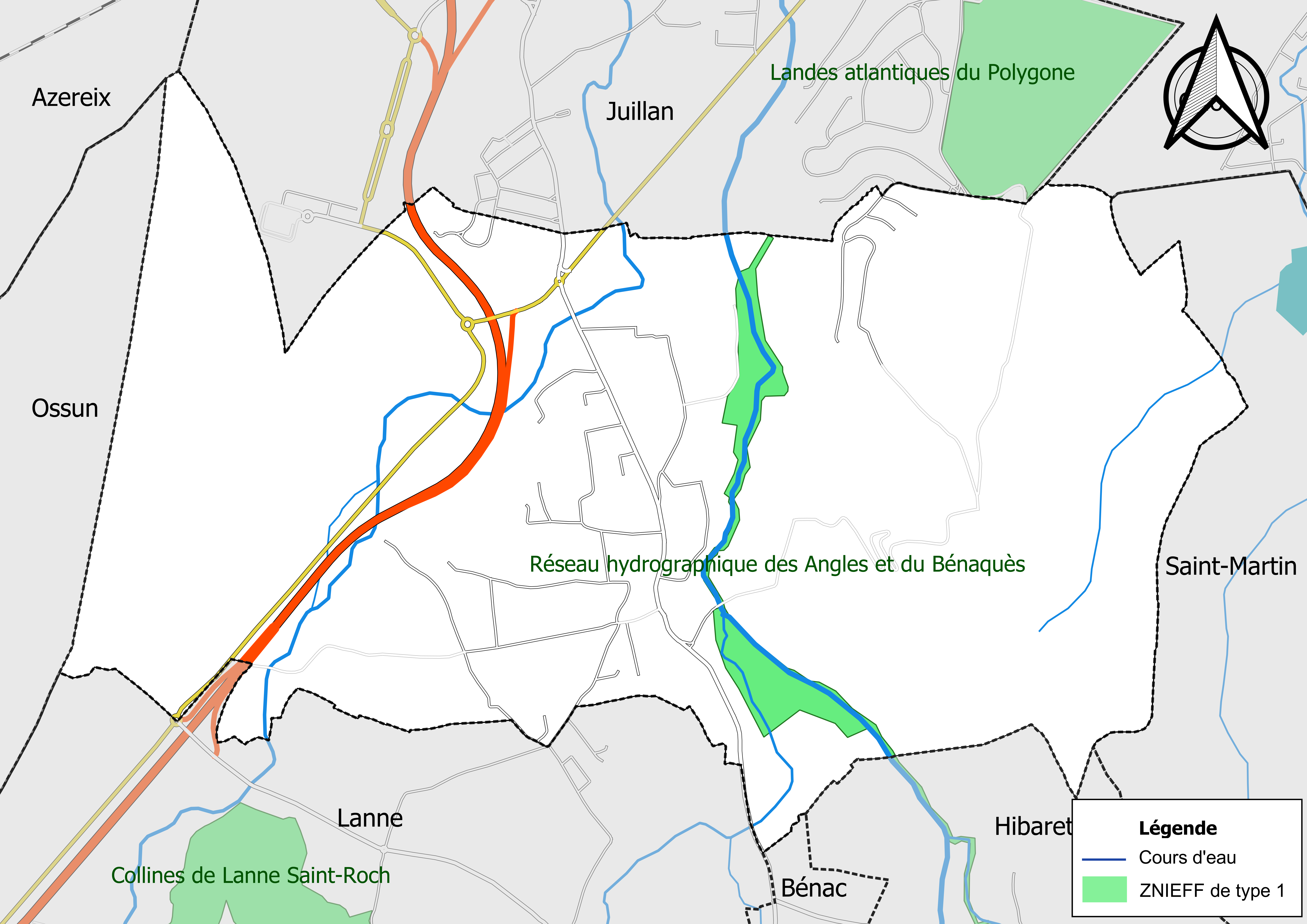
Carte de la ZNIEFF de type 1 dans la commune.
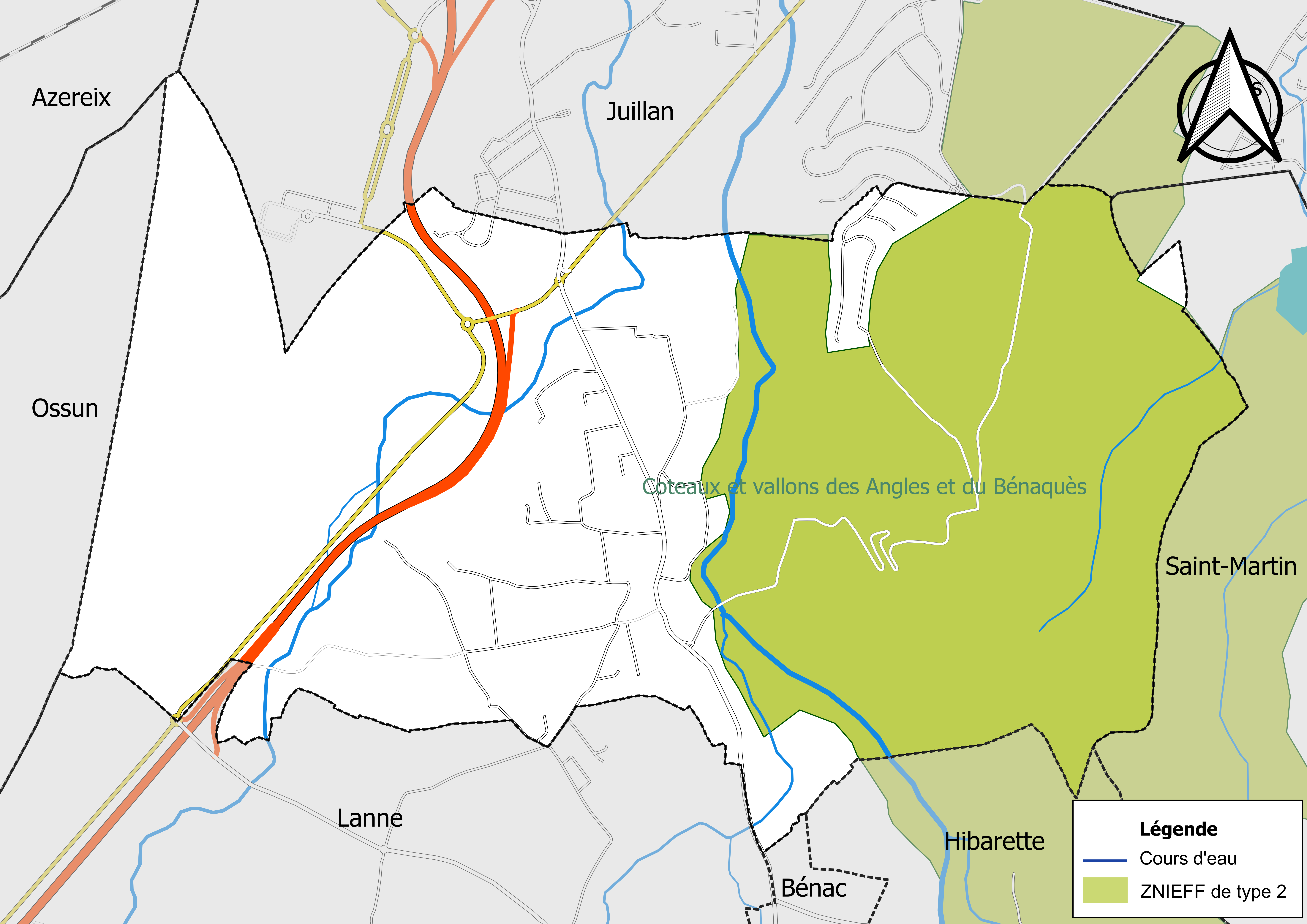
Carte de la ZNIEFF de type 2 dans la commune.

## Urbanisme

### Typologie
Au 1er janvier 2024, Louey est catégorisée commune rurale à habitat dispersé, selon la nouvelle grille communale de densité à sept niveaux définie par l'Insee en 2022.
Elle appartient à l'unité urbaine de Juillan, une agglomération intra-départementale regroupant cinq  communes, dont elle est une commune de la banlieue,,. Par ailleurs la commune fait partie de l'aire d'attraction de Tarbes, dont elle est une commune de la couronne,. Cette aire, qui regroupe 153 communes, est catégorisée dans les aires de 50 000 à moins de 200 000 habitants,.

### Occupation des sols
L'occupation des sols de la commune, telle qu'elle ressort de la base de données européenne d’occupation biophysique des sols Corine Land Cover (CLC), est marquée par l'importance des territoires agricoles (43,8 % en 2018), en diminution par rapport à 1990 (53,4 %). La répartition détaillée en 2018 est la suivante : 
zones agricoles hétérogènes (33,1 %), forêts (22,8 %), zones industrielles ou commerciales et réseaux de communication (20,1 %), zones urbanisées (13,4 %), prairies (9,7 %), terres arables (1 %).
L'IGN met par ailleurs à disposition un outil en ligne permettant de comparer l’évolution dans le temps de l’occupation des sols de la commune (ou de territoires à des échelles différentes). Plusieurs époques sont accessibles sous forme de cartes ou photos aériennes : la carte de Cassini (XVIIIe siècle), la carte d'état-major (1820-1866) et la période actuelle (1950 à aujourd'hui).

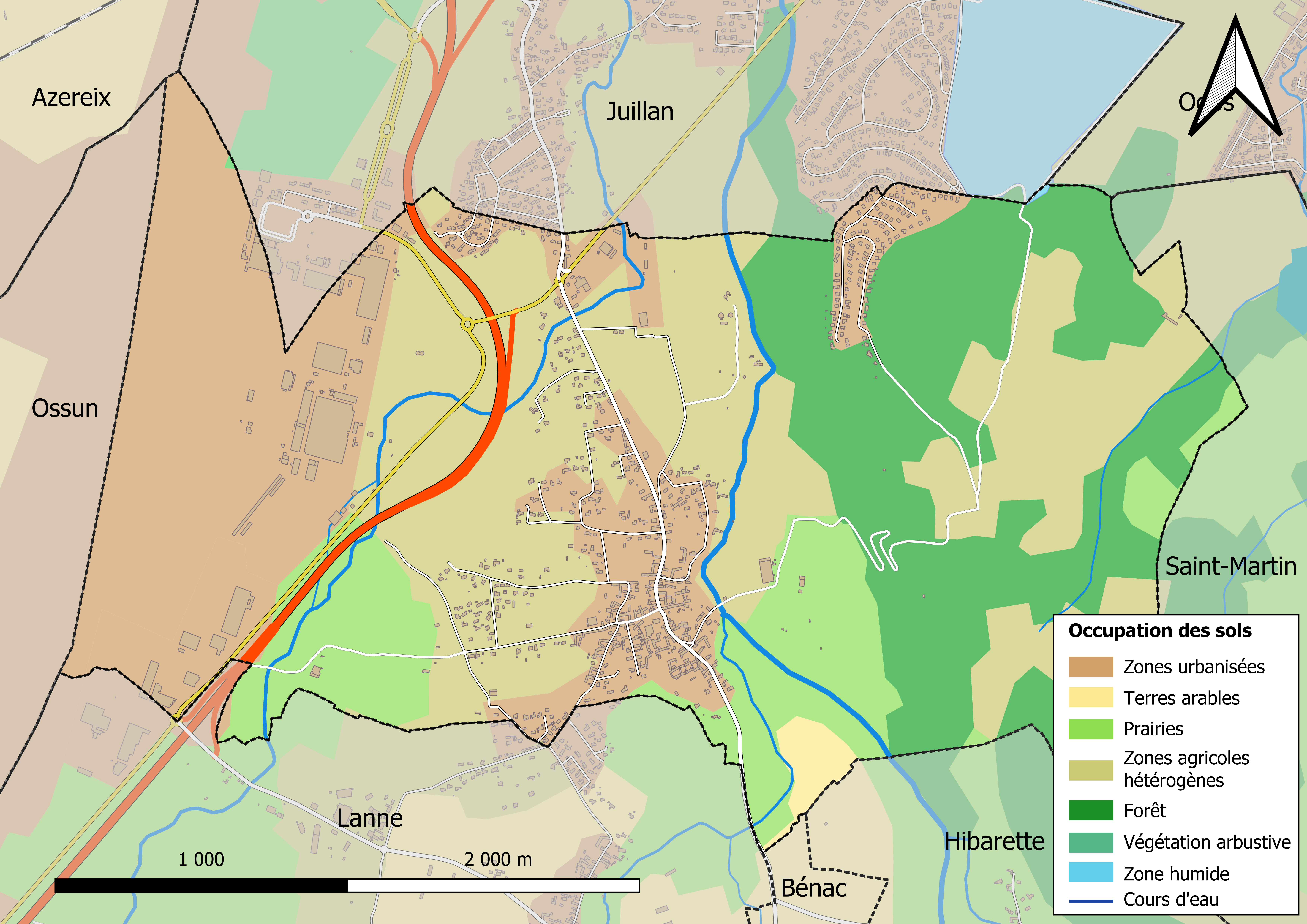
Carte des infrastructures et de l'occupation des sols en 2018 (CLC) de la commune.
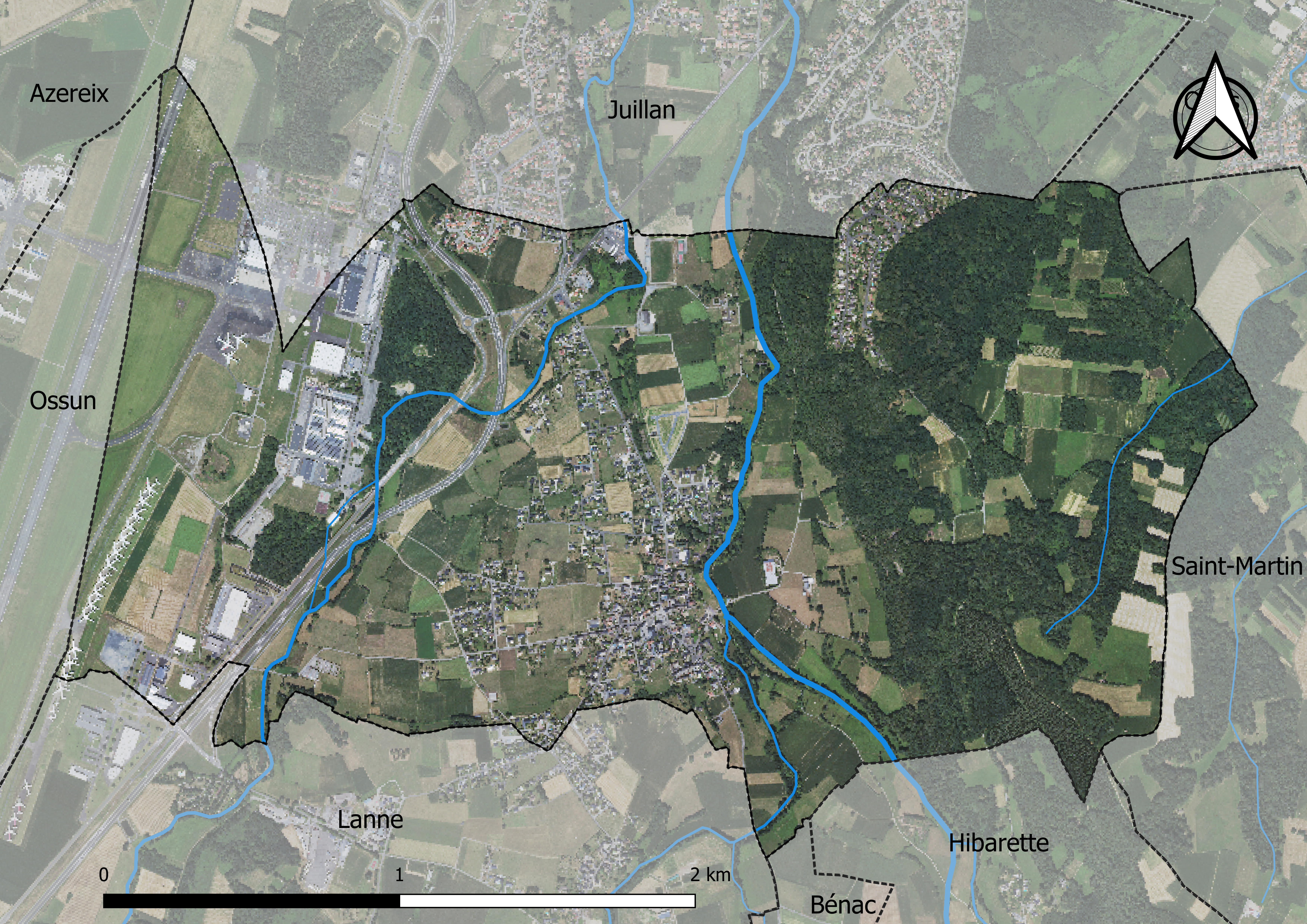
Carte orthophotogrammétrique de la commune.

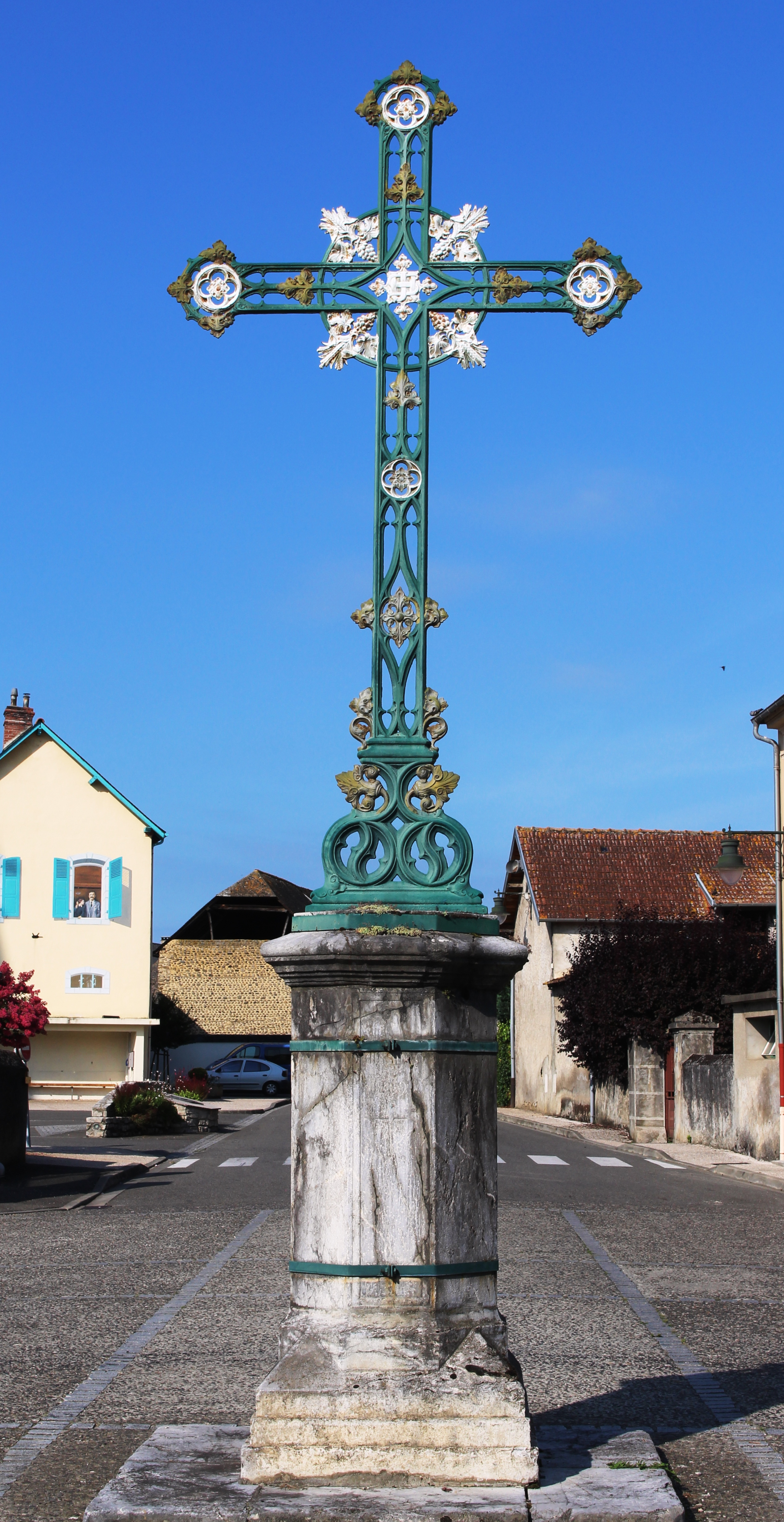
Une croix.

### Logement
En 2012, le nombre total de logements dans la commune est de 437.

Parmi ces logements, 93.1   % sont des résidences principales, 1.7  % des résidences secondaires et 5.3   % des logements vacants.

### Voies de communication et transports
Cette commune est desservie par la route nationale N 21 et  la route départementale D 7.

### Risques majeurs
Le territoire de la commune de Louey est vulnérable à différents aléas naturels : météorologiques (tempête, orage, neige, grand froid, canicule ou sécheresse), inondations, mouvements de terrains et séisme (sismicité moyenne). Il est également exposé à un risque technologique,  le transport de matières dangereuses. Un site publié par le BRGM permet d'évaluer simplement et rapidement les risques d'un bien localisé soit par son adresse soit par le numéro de sa parcelle.

#### Risques naturels
Certaines parties du territoire communal sont susceptibles d’être affectées par le risque d’inondation par débordement de cours d'eau, notamment l'Échez et la Geune. La cartographie des zones inondables en ex-Midi-Pyrénées réalisée dans le cadre du XIe Contrat de plan État-région, visant à informer les citoyens et les décideurs sur le risque d’inondation, est accessible sur le site de la DREAL Occitanie. La commune a été reconnue en état de catastrophe naturelle au titre des dommages causés par les inondations et coulées de boue survenues en 1982, 1988, 1999 et 2009,.
Louey est exposée au risque de feu de forêt. Un plan départemental de protection des forêts contre les incendies a été approuvé par arrêté préfectoral le 21 avril 2020 pour la période 2020-2029. Le précédent couvrait la période 2007-2017. L’emploi du feu est régi par deux types de réglementations. D’abord le code forestier et l’arrêté préfectoral du 27 octobre 2014, qui réglementent l’emploi du feu à moins de 200 m des espaces naturels combustibles sur l’ensemble du département. Ensuite celle établie dans le cadre de la lutte contre la pollution de l’air, qui interdit le brûlage des déchets verts des particuliers. L’écobuage est quant à lui réglementé dans le cadre de commissions locales d’écobuage (CLE).

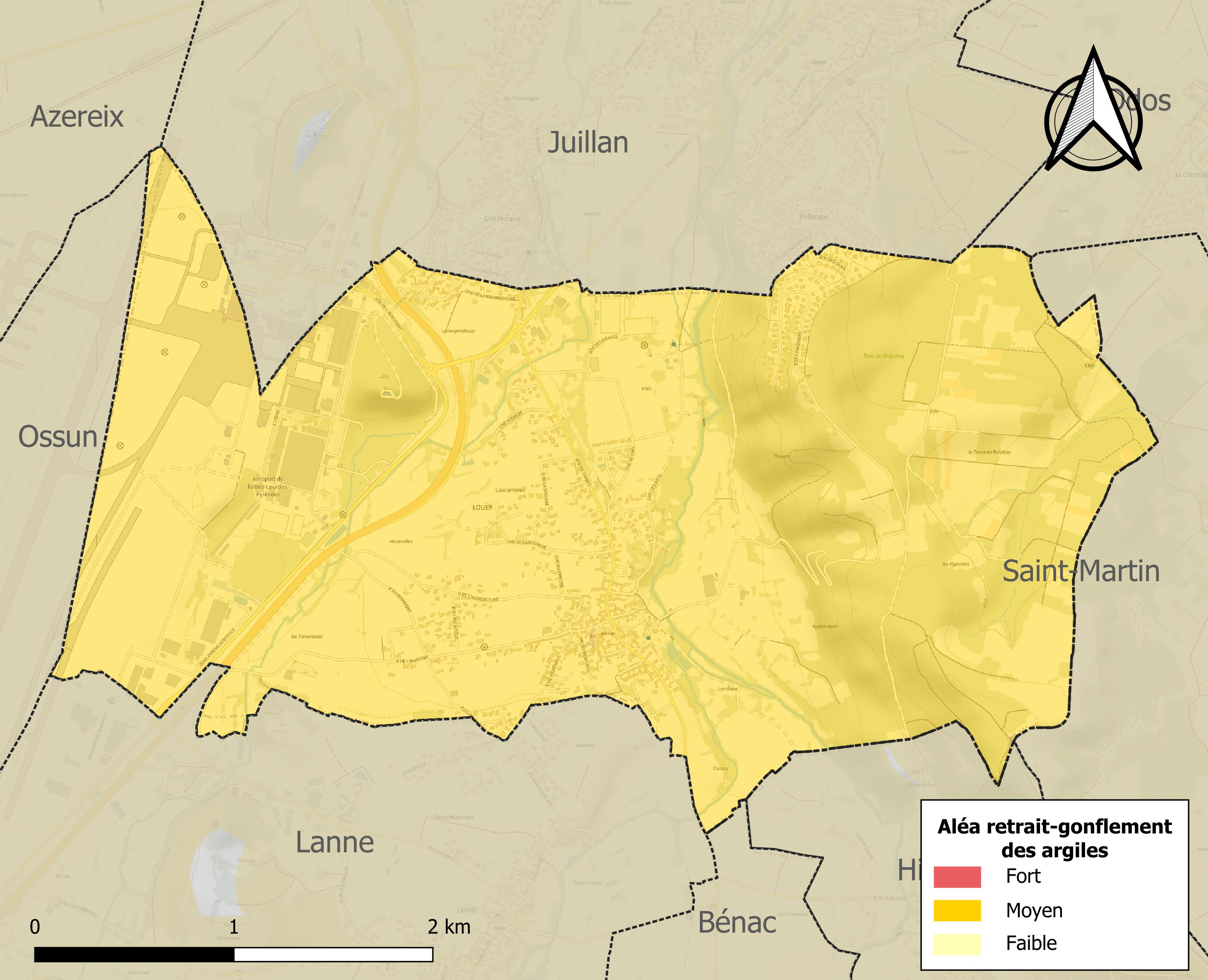
Carte des zones d'aléa retrait-gonflement des sols argileux de Louey.

Les mouvements de terrains susceptibles de se produire dans la commune sont des mouvements de sols liés à la présence d'argile et des tassements différentiels.
Le retrait-gonflement des sols argileux est susceptible d'engendrer des dommages importants aux bâtiments en cas d’alternance de périodes de sécheresse et de pluie. La totalité de la commune est en aléa moyen ou fort (44,5 % au niveau départemental et 48,5 % au niveau national). Sur les 447 bâtiments dénombrés dans la commune en 2019, 447 sont en aléa moyen ou fort, soit 100 %, à comparer aux 75 % au niveau départemental et 54 % au niveau national. Une cartographie de l'exposition du territoire national au retrait gonflement des sols argileux est disponible sur le site du BRGM,.
Par ailleurs, afin de mieux appréhender le risque d’affaissement de terrain, l'inventaire national des cavités souterraines permet de localiser celles situées dans la commune.
Concernant les mouvements de terrains, la commune a été reconnue en état de catastrophe naturelle au titre des dommages causés par des mouvements de terrain en 1999.

#### Risque technologique
Le risque de transport de matières dangereuses dans la commune est lié à sa traversée par une route à fort trafic et une canalisation de transport d'hydrocarbures. Un accident se produisant sur de telles infrastructures est susceptible d’avoir des effets graves sur les biens, les personnes ou l'environnement, selon la nature du matériau transporté. Des dispositions d’urbanisme peuvent être préconisées en conséquence.

## Toponymie

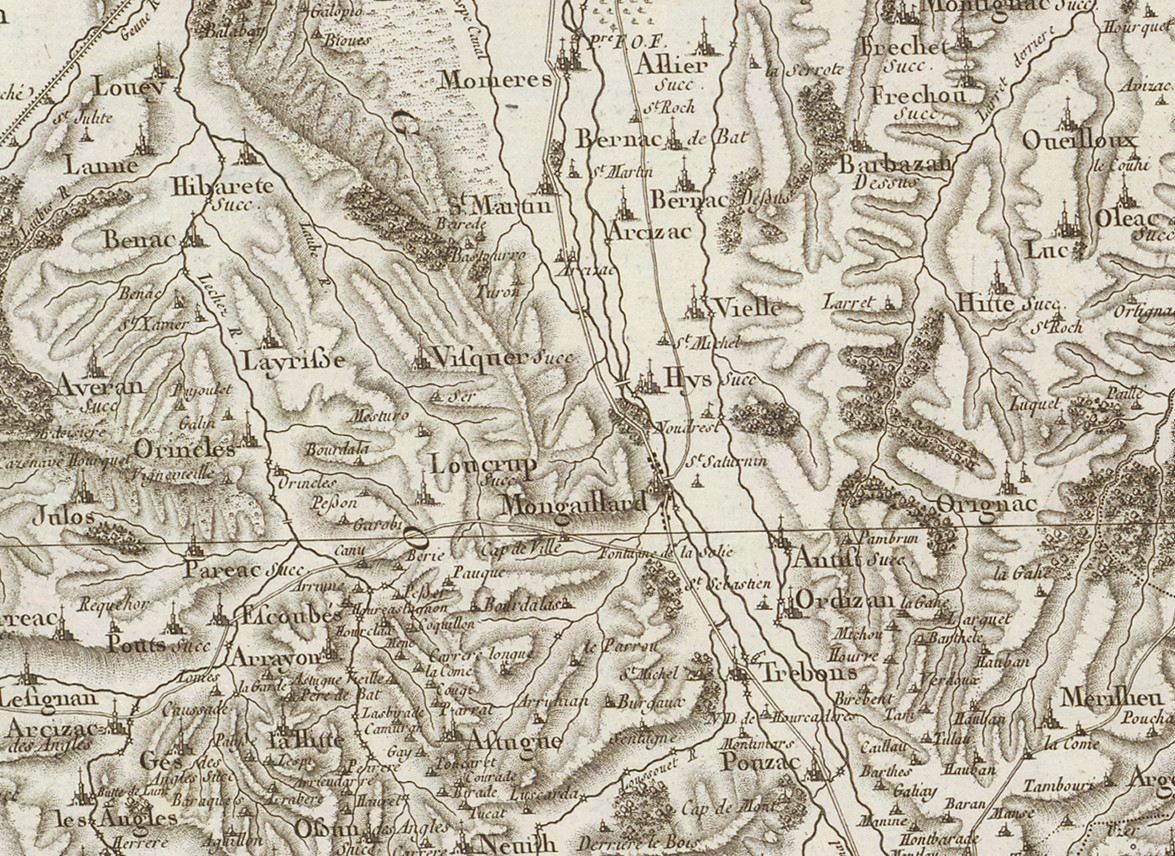
Extrait de la carte de Cassini (entre 1756 et 1789) situant Louey au nord ouest de Montgaillard

Le nom de Louey viendrait du nom de l'animal qui vivait en grand nombre dans les temps jadis dans cette partie du Marquisat : la loutre ou louey d'après l'occitan.
On trouvera les principales informations dans le Dictionnaire toponymique des communes des Hautes Pyrénées de Michel Grosclaude et Jean-François Le Nail qui rapporte les dénominations historiques du village :
Dénominations historiques :
- De Luei, Luey, (XIIe siècle, cartulaire de Bigorre) ;
- ville de Luey, latin et gascon, la biela de Loey, la biela de Loiei (entre 1163 et v. 1185, cartulaires Bigorre) ;
- A Loey,(v. 1200-1230, cartulaires Bigorre) ;
- De Loy, (1313, Debita regi Navarre) ;
- De Louei, (1342, pouillé de Tarbes) ;
- Loey, (1379, procuration Tarbes) ;
- Loey, (1429, censier de Bigorre) ;
- Louey, (fin XVIIIe siècle, carte de Cassini).

Nom occitan : Luei.

## Histoire

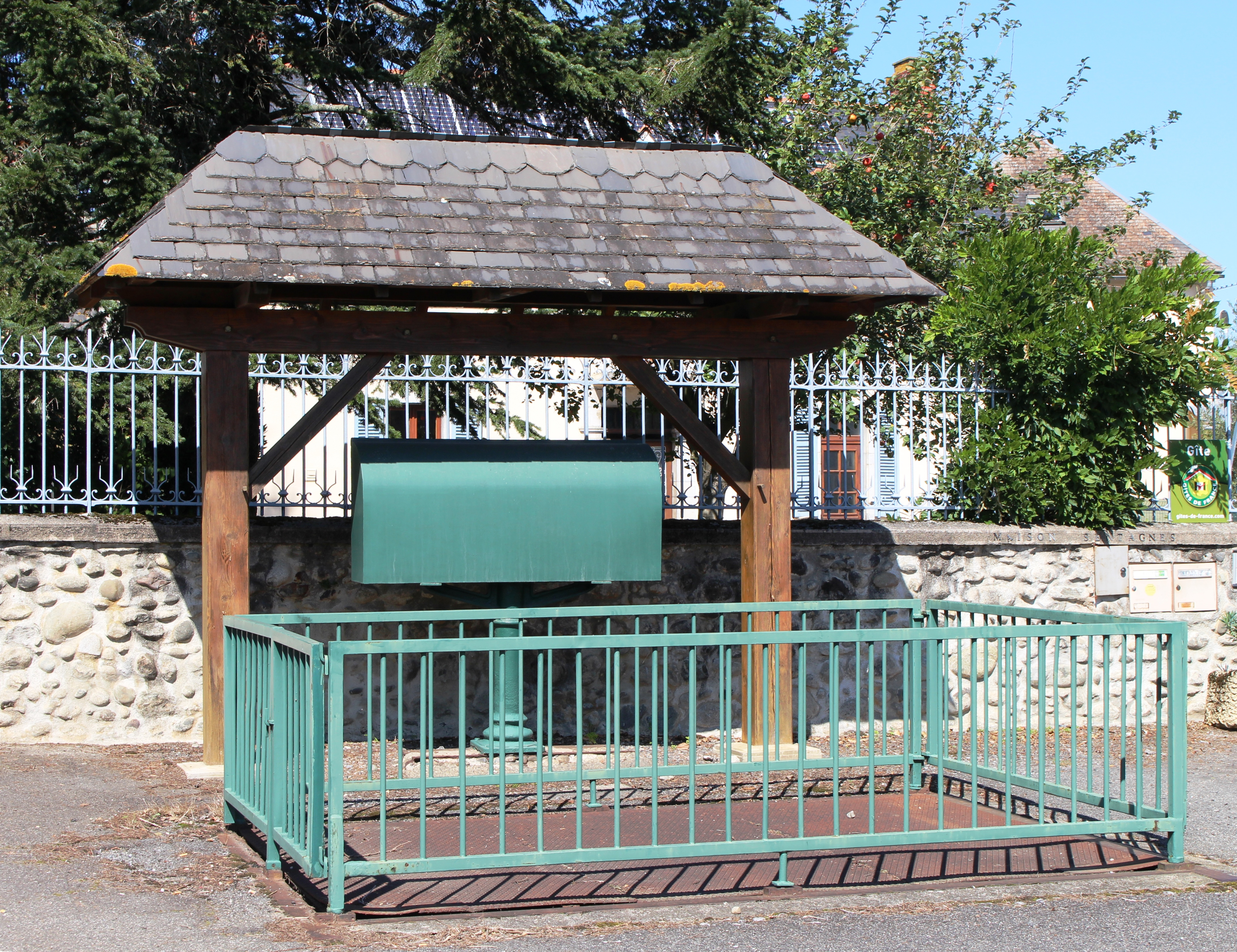
La bascule.

### Cadastre napoléonien de Louey
Le plan cadastral napoléonien de Louey est consultable sur le site des archives départementales des Hautes-Pyrénées.

## Politique et administration

### Liste des maires

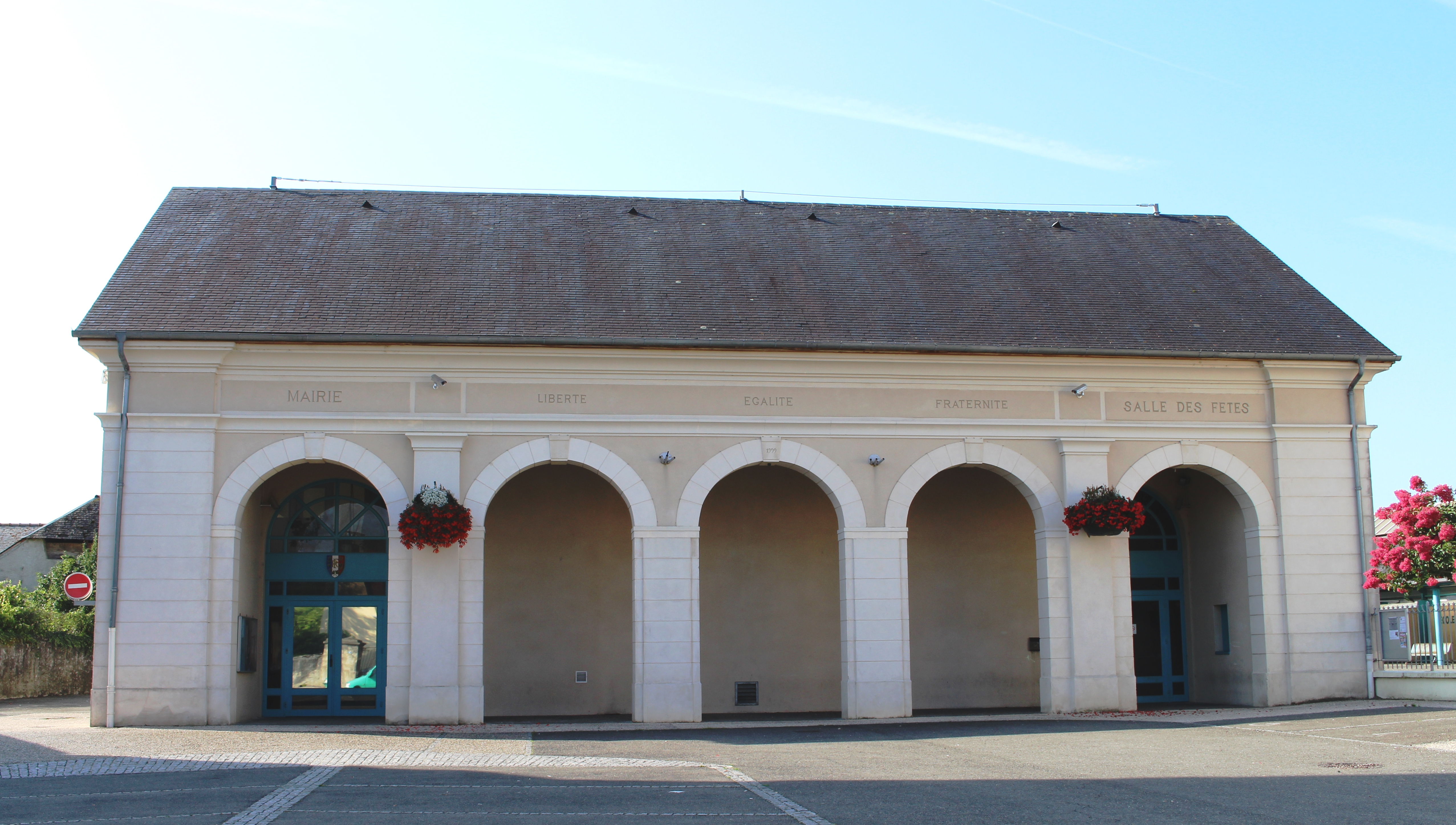
La mairie en 2014.

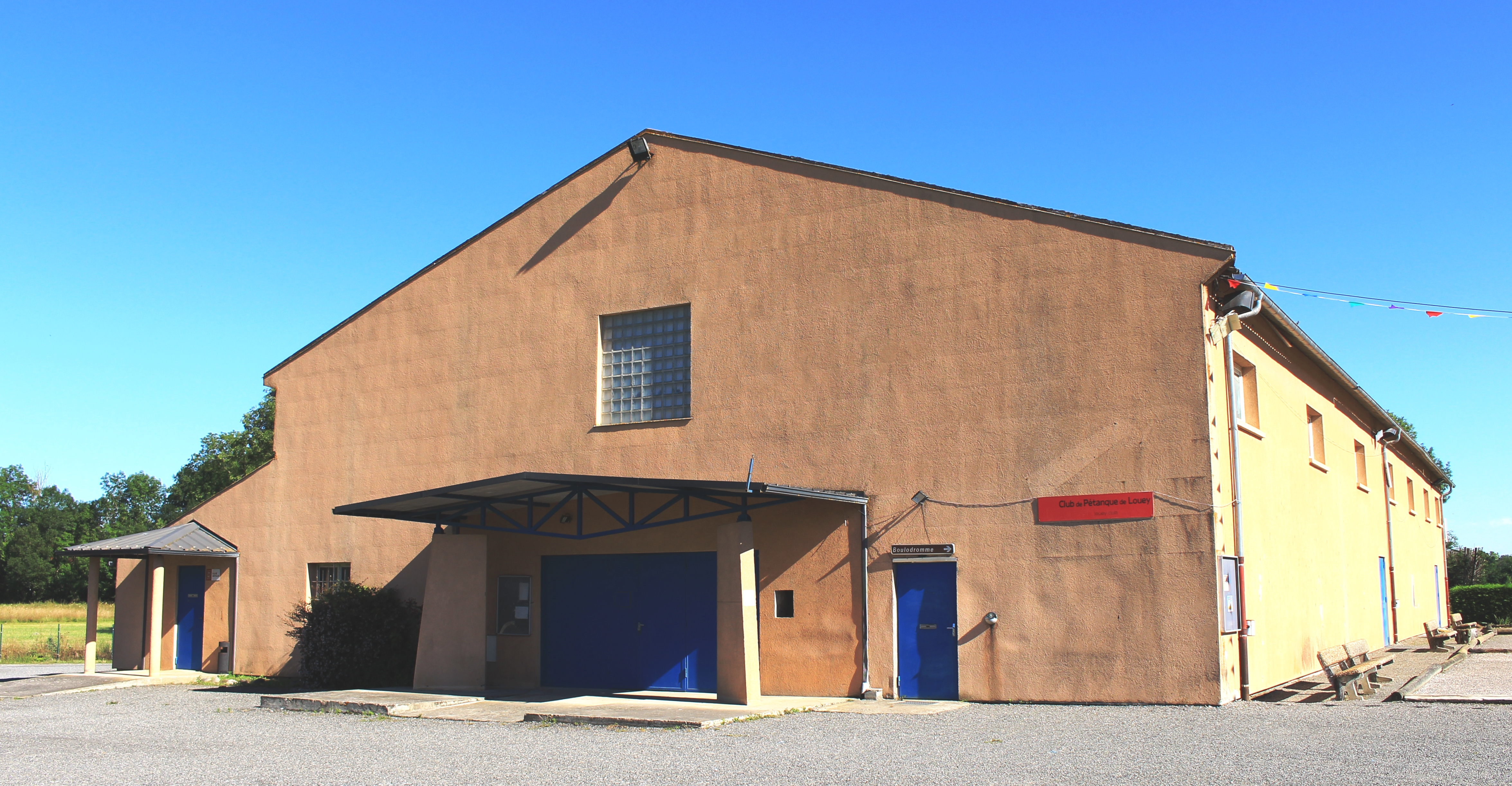
Le foyer rural en 2021.

| Période                                  | Période                   | Identité          | Étiquette | Qualité |
| ---------------------------------------- | ------------------------- | ----------------- | --------- | ------- |
| Les données manquantes sont à compléter. |                           |                   |           |         |
| mars 2001                                | En cours (au 7 juin 2020) | Christian Laborde |           |         |

### Rattachements administratifs et électoraux

#### Historique administratif
Pays et sénéchaussée de Bigorre, quarteron de  Lourdes, marquisat de Bénac, canton d'Ossun (depuis 1790).

#### Intercommunalité
Louey appartient à la Communauté d'agglomération Tarbes-Lourdes-Pyrénées créée en janvier 2017 et qui réunit 86 communes.

## Population et société

### Démographie

#### Évolution démographique

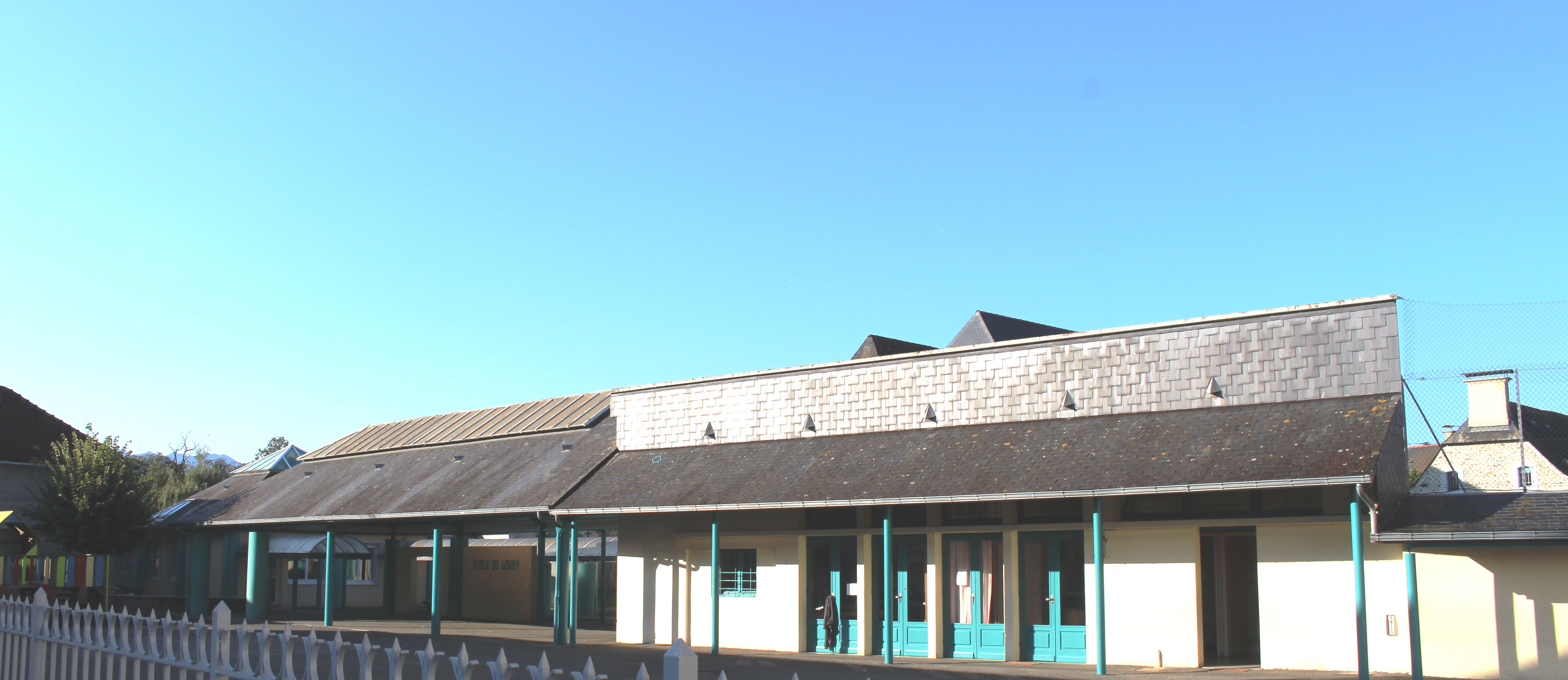
L’école primaire en 2017.

| 1793 | 1800 | 1806 | 1821 | 1831 | 1836 | 1841 | 1846 | 1851 |
| ---- | ---- | ---- | ---- | ---- | ---- | ---- | ---- | ---- |
| 258  | 406  | 566  | 601  | 639  | 636  | 572  | 590  | 625  |

| 1856 | 1861 | 1866 | 1876 | 1881 | 1886 | 1891 | 1896 | 1901 |
| ---- | ---- | ---- | ---- | ---- | ---- | ---- | ---- | ---- |
| 635  | 593  | 559  | 539  | 514  | 516  | 513  | 477  | 451  |

| 1906 | 1911 | 1921 | 1926 | 1931 | 1936 | 1946 | 1954 | 1962 |
| ---- | ---- | ---- | ---- | ---- | ---- | ---- | ---- | ---- |
| 445  | 430  | 400  | 371  | 345  | 333  | 348  | 361  | 447  |

| 1968 | 1975 | 1982 | 1990 | 1999 | 2006 | 2008 | 2013 | 2018  |
| ---- | ---- | ---- | ---- | ---- | ---- | ---- | ---- | ----- |
| 439  | 433  | 787  | 779  | 912  | 966  | 982  | 975  | 1 004 |

| 2022  | - | - | - | - | - | - | - | - |
| ----- | - | - | - | - | - | - | - | - |
| 1 106 | - | - | - | - | - | - | - | - |

### Enseignement
La commune dépend de l'académie de Toulouse. Elle dispose d’une école en 2017.
- École primaire.

### Sports

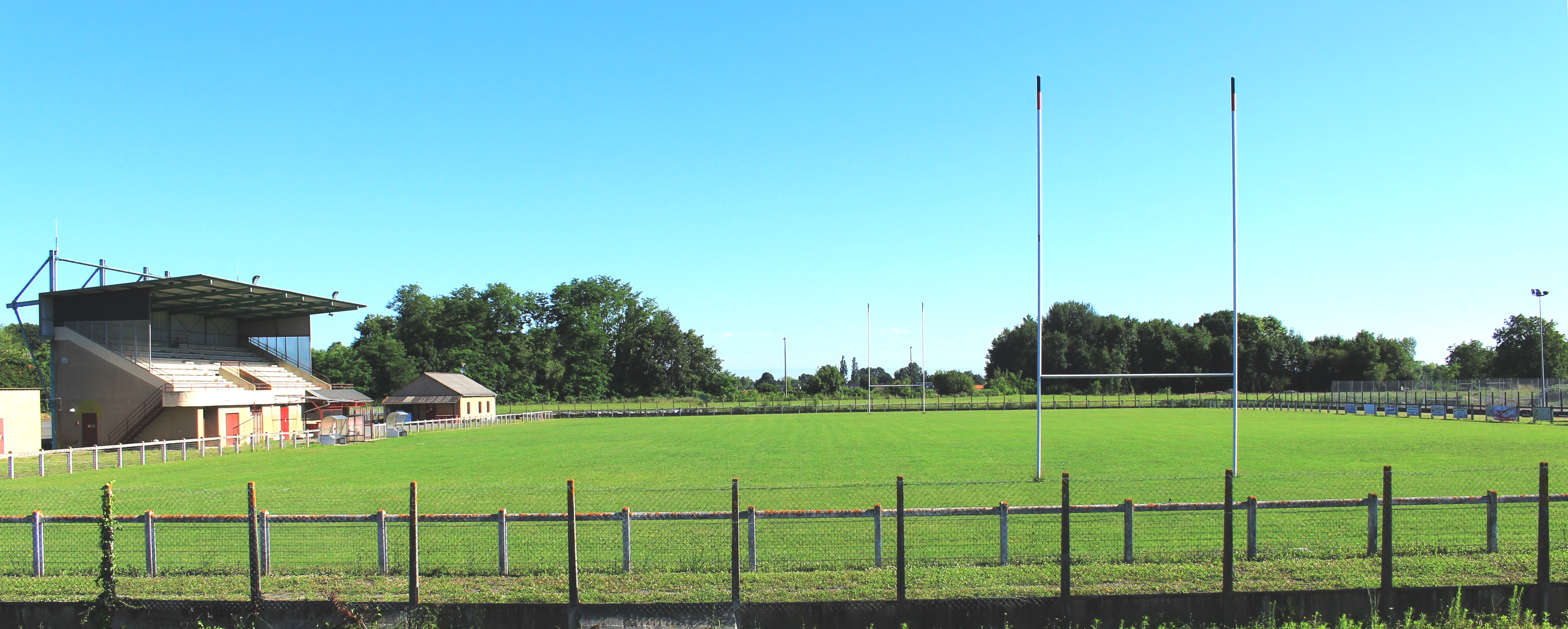
Le stade de rugby en 2021.

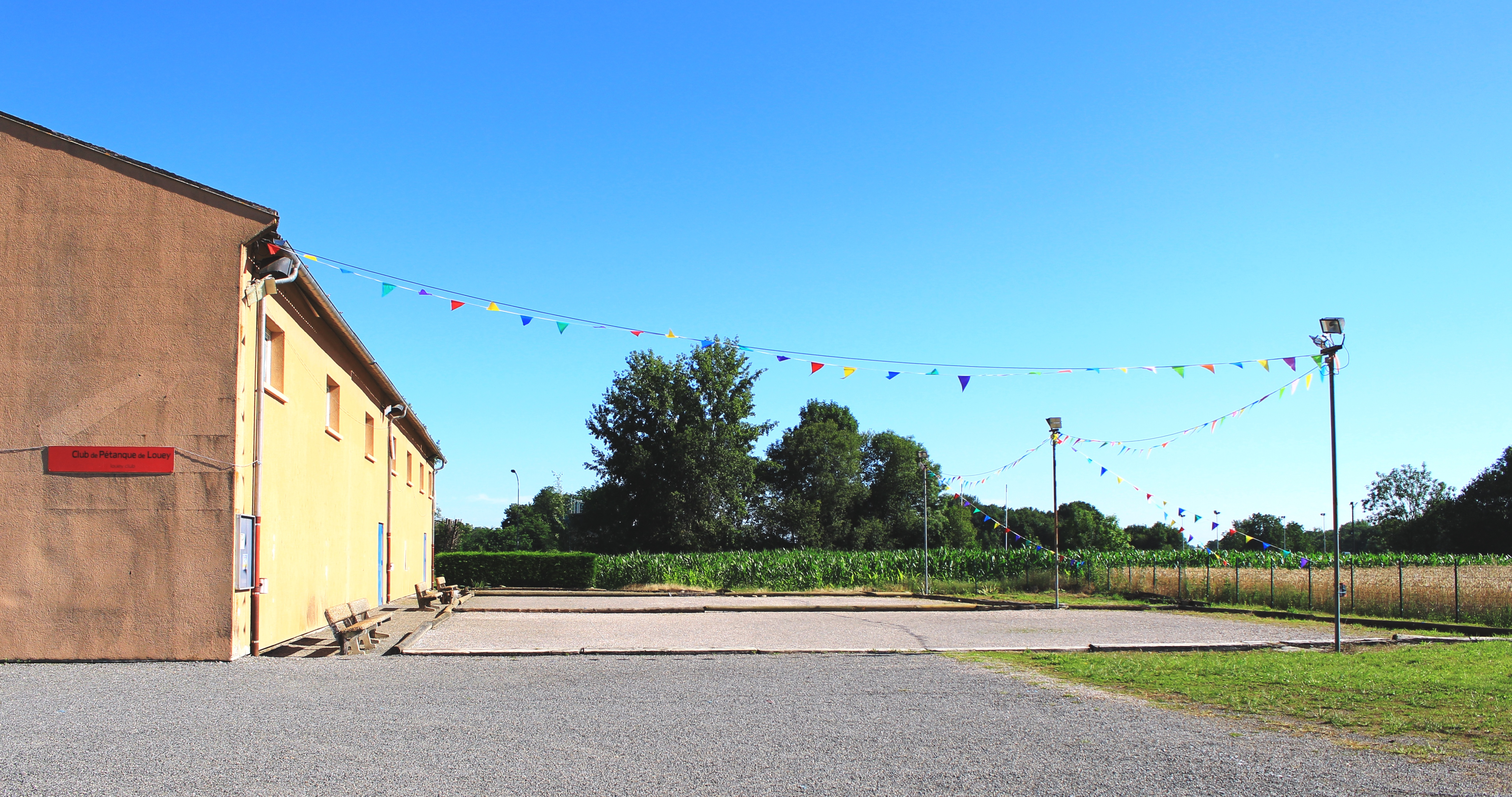
Le boulodrome en 2021.

Louey dispose des clubs sportifs de : 
- Football : U.S. Marquisat
- Rugby à XV :  R.C. Louey Marquisat comptant des joueurs dans une dizaine de villages dont Averan, Barry, Bénac, Hibarette, Lanne, Layrisse, Loucrup, Orincles et Visker.

## Économie

### Revenus
En 2018, la commune compte 443 ménages fiscaux, regroupant 1 079 personnes. La médiane du revenu disponible par unité de consommation est de 24 150 € (20 420 € dans le département).

### Emploi
|                | 2008  | 2013  | 2018  |
| -------------- | ----- | ----- | ----- |
| Commune        | 3,7 % | 5,1 % | 6,5 % |
| Département    | 7,7 % | 9,4 % | 9,8 % |
| France entière | 8,3 % | 10 %  | 10 %  |

En 2018, la population âgée de 15 à 64 ans s'élève à 600 personnes, parmi lesquelles on compte 77,2 % d'actifs (70,7 % ayant un emploi et 6,5 % de chômeurs) et 22,8 % d'inactifs,. Depuis 2008, le taux de chômage communal (au sens du recensement) des 15-64 ans est inférieur à celui de la France et du département.
La commune fait partie de la couronne de l'aire d'attraction de Tarbes, du fait qu'au moins 15 % des actifs travaillent dans le pôle,. Elle compte 1 635 emplois en 2018, contre 1 352 en 2013 et 1 032 en 2008. Le nombre d'actifs ayant un emploi résidant dans la commune est de 430, soit un indicateur de concentration d'emploi de 380,1 % et un taux d'activité parmi les 15 ans ou plus de 55,4 %.
Sur ces 430 actifs de 15 ans ou plus ayant un emploi, 59 travaillent dans la commune, soit 14 % des habitants. Pour se rendre au travail, 94,2 % des habitants utilisent un véhicule personnel ou de fonction à quatre roues, 1,2 % les transports en commun, 2,6 % s'y rendent en deux-roues, à vélo ou à pied et 2,1 % n'ont pas besoin de transport (travail au domicile).

### Activités
La commune compte une pharmacie.
Aux abords d'Ossun et de l'aéroport de Tarbes-Lourdes-Pyrénées, se déploie la zone d'activité Pyrène Aéro Pôle. Des entreprises telles que Diatomic, membre du Pôle européen de la Céramique, sont présentes dans la commune.

## Culture locale et patrimoine

### Lieux et monuments
- Église. Saint-Saturnin de Louey.

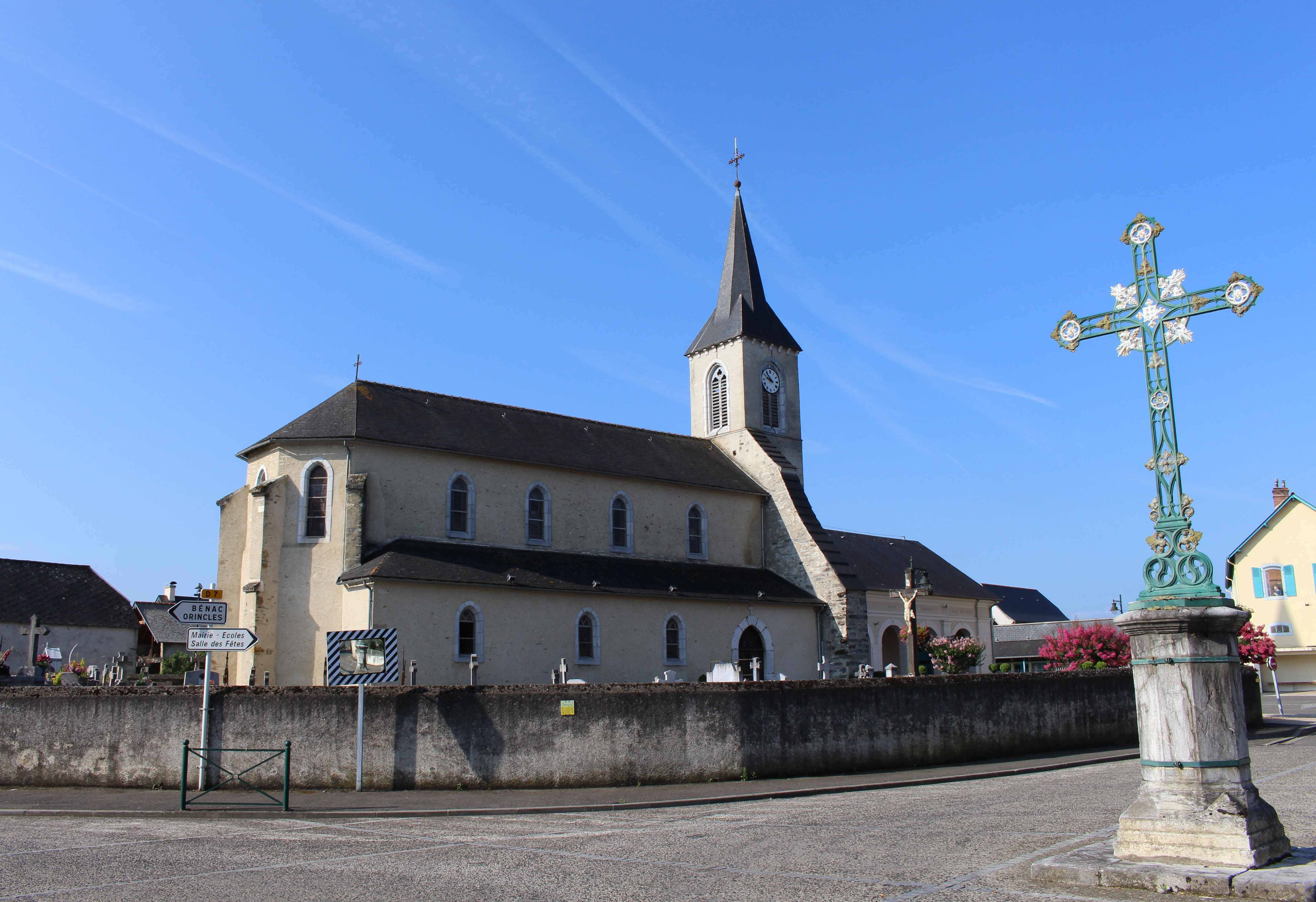
L'église Saint-Saturnin en 2014.

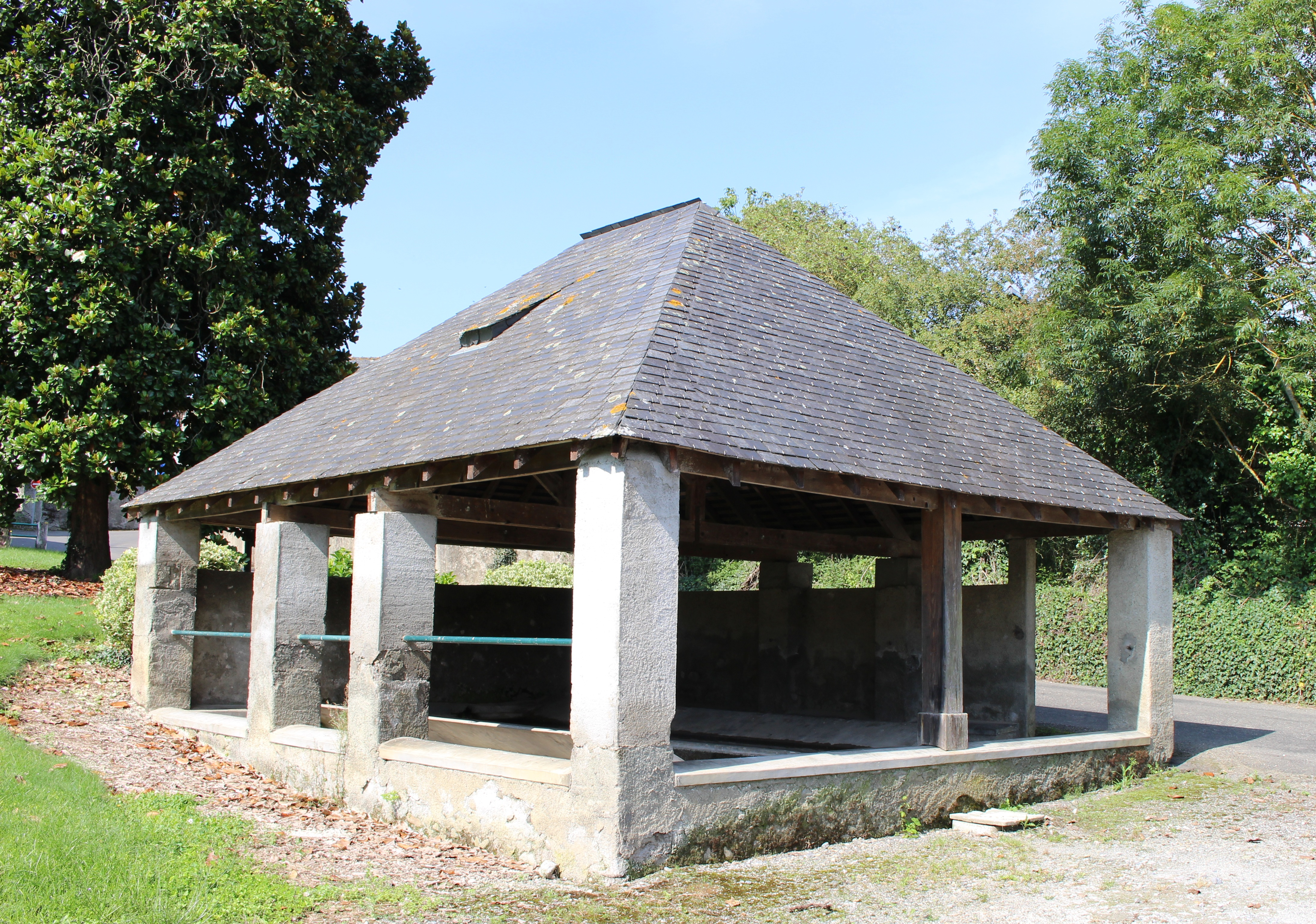
Le lavoir de Louey.

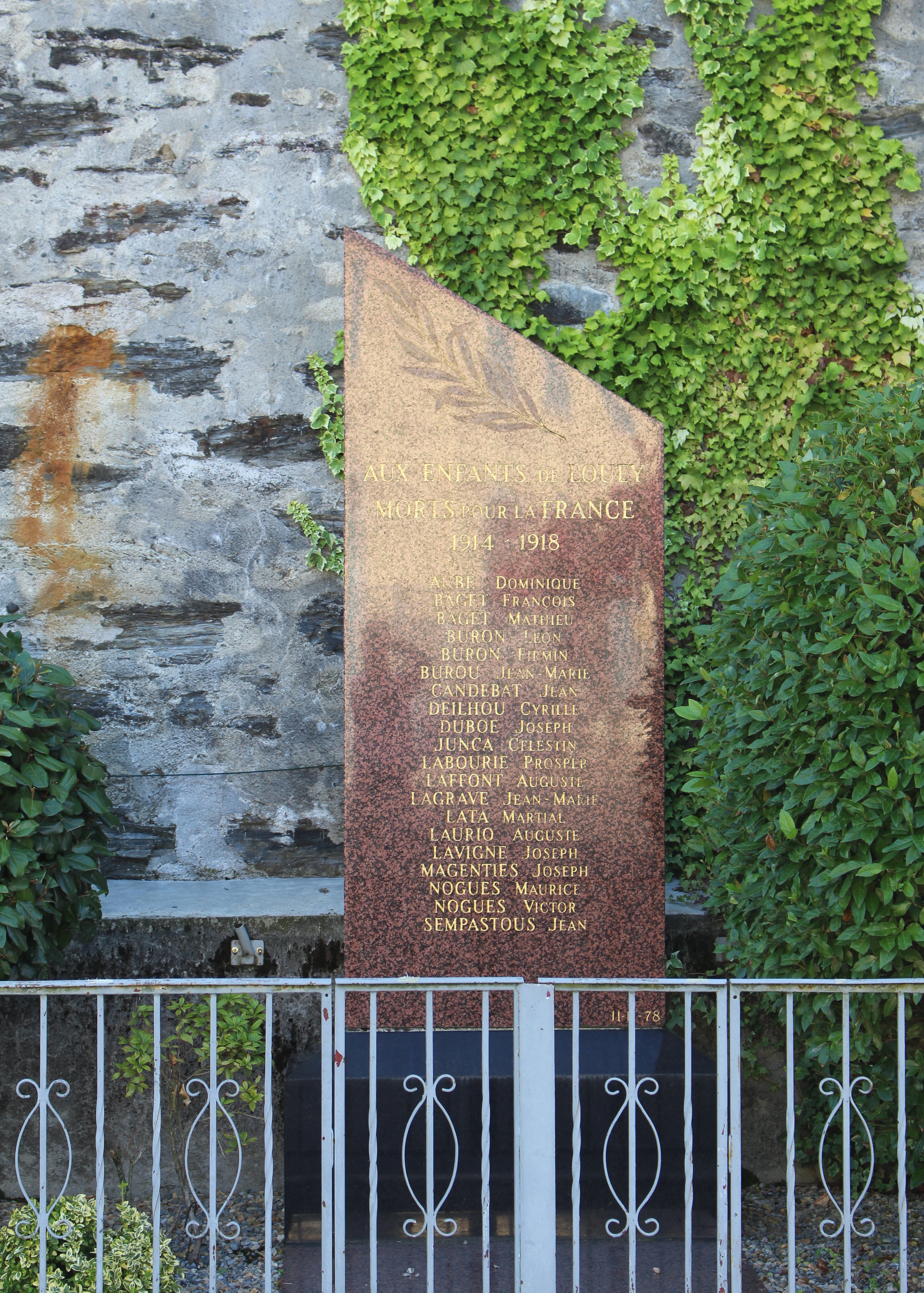
Le monument aux morts municipal.

- Trou à légende : la grotte des Fées[pourquoi ?].
- Lavoir.

### Personnalités liées à la commune
- Jacques Duclos (1896-1975), secrétaire général (par intérim) du Parti communiste français entre 1950 et 1964.
- Lionel Beauxis (1985), joueur de rugby à XV professionnel.

### Héraldique
| Blason | Blasonnement : D'or à deux burèles ondées alésées d'azur, la seconde plus petite, et à une loutre de gueules posée sur la première, au chef aussi d'or chargé d'une flèche de gueules accostée de deux têtes de maure de sable tortilles d'argent. |